# Alex-Dias Ribeiro
Alex-Dias Ribeiro (* 7. November 1948 in Belo Horizonte) ist ein ehemaliger brasilianischer Automobilrennfahrer.

## Karriere
Er fuhr in den Jahren 1976 und 1977 in der Formel 1. Seine beste Platzierung war ein achter Platz beim Großen Preis von Deutschland 1977, den er beim Großen Preis von Kanada im selben Jahr noch einmal bestätigen konnte. 1979 trat er noch zweimal für das Team seines Landsmanns Emerson Fittipaldi an, konnte sich jedoch nicht qualifizieren. Aufmerksam auf Ribeiro wurde das Hesketh-Racing-Team, als er 1973 brasilianischer Formel-Ford-Meister wurde. Diese Erfolge aus seiner Anfangszeit konnte er allerdings in der Formel 1 nicht bestätigen.
Nach seiner aktiven Karriere war er bis 2008 Fahrer des Medical Cars der Formel 1.
Ribeiro, der stets den Schriftzug „Jesus saves“ auf dem Helm trug, war eines der prominentesten Mitglieder der Vereinigung „Christians In Motorsport“.

## Statistik

### Statistik in der Automobil-Weltmeisterschaft
Diese Statistik umfasst alle Teilnahmen des Fahrers an der Automobil-Weltmeisterschaft, die heutzutage als Formel-1-Weltmeisterschaft bezeichnet wird.

#### Einzelergebnisse
| Saison | 1   | 2   | 3   | 4   | 5   | 6   | 7   | 8   | 9   | 10 | 11  | 12 | 13  | 14  | 15 | 16 | 17 |
| ------ | --- | --- | --- | --- | --- | --- | --- | --- | --- | -- | --- | -- | --- | --- | -- | -- | -- |
| 1976   |     |     |     |     |     |     |     |     |     |    |     |    |     |     |    |    |    |
|        |     |     |     |     |     |     |     |     |     |    |     |    |     | 12  |    |    |    |
| 1977   |     |     |     |     |     |     |     |     |     |    |     |    |     |     |    |    |    |
| DNF    | DNF | DNF | DNF | DNQ | DNQ | DNQ | DNQ | DNQ | DNQ | 8  | DNQ | 11 | DNQ | 15  | 8  | 12 |    |
| 1979   |     |     |     |     |     |     |     |     |     |    |     |    |     |     |    |    |    |
|        |     |     |     |     |     |     |     |     |     |    |     |    | DNQ | DNQ |    |    |    |

| Legende  | Legende            | Legende                                                          |
| Farbe    | Abkürzung          | Bedeutung                                                        |
| -------- | ------------------ | ---------------------------------------------------------------- |
| Gold     | –                  | Sieg                                                             |
| Silber   | –                  | 2. Platz                                                         |
| Bronze   | –                  | 3. Platz                                                         |
| Grün     | –                  | Platzierung in den Punkten                                       |
| Blau     | –                  | Klassifiziert außerhalb der Punkteränge                          |
| Violett  | DNF                | Rennen nicht beendet (did not finish)                            |
| Violett  | NC                 | nicht klassifiziert (not classified)                             |
| Rot      | DNQ                | nicht qualifiziert (did not qualify)                             |
| Rot      | DNPQ               | in Vorqualifikation gescheitert (did not pre-qualify)            |
| Schwarz  | DSQ                | disqualifiziert (disqualified)                                   |
| Weiß     | DNS                | nicht am Start (did not start)                                   |
| Weiß     | WD                 | zurückgezogen (withdrawn)                                        |
| Hellblau | PO                 | nur am Training teilgenommen (practiced only)                    |
| Hellblau | TD                 | Freitags-Testfahrer (test driver)                                |
| ohne     | DNP                | nicht am Training teilgenommen (did not practice)                |
| ohne     | INJ                | verletzt oder krank (injured)                                    |
| ohne     | EX                 | ausgeschlossen (excluded)                                        |
| ohne     | DNA                | nicht erschienen (did not arrive)                                |
| ohne     | C                  | Rennen abgesagt (cancelled)                                      |
| ohne     | keine WM-Teilnahme |                                                                  |
| sonstige | P/fett             | Pole-Position                                                    |
| sonstige | 1/2/3/4/5/6/7/8    | Punktplatzierung im Sprint-/Qualifikationsrennen                 |
| sonstige | SR/kursiv          | Schnellste Rennrunde                                             |
| sonstige | *                  | nicht im Ziel, aufgrund der zurückgelegten Distanz aber gewertet |
| sonstige | ()                 | Streichresultate                                                 |
| sonstige | unterstrichen      | Führender in der Gesamtwertung                                   |